# Leonid Kadeniouk
Leonid Kostiantynovytch Kadeniouk (en ukrainien : Леонід Костянтинович Каденюк ; en russe : Леонид Константинович Каденюк, Leonid Konstantinovitch Kadeniouk), né le 28 janvier 1951 à Klichkivtsi, dans l'oblast de Tchernivtsi (RSS d'Ukraine), et mort à Kiev (Ukraine) le 31 janvier 2018, est le premier spationaute ukrainien depuis l'indépendance de son pays (le 24 août 1991). Les précédents spationautes ukrainiens étaient tous des citoyens soviétiques lorsqu'ils étaient en activité.

## Distinction
En 1999, Leonid Kadeniouk reçoit le titre de héros de l'Ukraine.

## Vol réalisé
Leonid Kadeniouk réalise un unique vol lors de la mission STS-87 en 1997.